# اشتاینز؛گیت (مجموعه تلویزیونی)
اشتاینز؛گیت یک مجموعه تلویزیونی انیمه به تولیدی استودیو وایت فاکس و بر اساس رمان تصویری به همین نام که در سال ۲۰۰۹ منتشر شده و توسط 5pb. و نیتروپلاس توسعه یافته، می‌باشد. این مجموعه در ۲۴ قسمت، از آوریل تا سپتامبر ۲۰۱۱ پخش شد. داستان انیمه در سال ۲۰۱۰ قرار گرفته و درمورد اوکابه رینتارو است؛ دانشجوی جوانی که همراه با دیگر دوستانش تصادفاً شیوه‌ای از سفر در زمان را با استفاده از فرستادن پیام به گذشته و بدین گونه تغییر زمان حال کشف کردند.
اشتاینز؛گیت همراه با کیاس؛هد و روباتیکس؛نوتس بخشی از سری ساینس ادونچر می‌باشد. این مجموعه به کارگردانی هیروشی هاماساکی و تاکویا ساتو و به نویسندگی جوکی هانادا بوده، کارگردانی انیمیشن و طراحی شخصیت‌ها توسط کیوئوتا ساکای انجام شده و موسیقی آن به سرپرستی تاکشی آبو می‌باشد. انیمه در آمریکای شمالی و جنوبی، آفریقا، خاورمیانه و بخش‌هایی از اروپا توسط کرانچی رول و در بریتانیا توسط انیمه آن دمند به‌طور همزمان پخش شد. یک قسمت اووی‌ای نیز بعداً همراه با انتشارهای رسانهٔ خانگی منتشر شد. این انتشارها توسط فانیمیشن در آمریکای شمالی و مانگا انترتینمنت در بریتانیا مدیریت شد.
منتقدان توسعهٔ شخصیت‌ها، درونمایه‌های سفر در زمان و سرشت انسان و نیز چشم‌انداز آن بر اختلال اضطراب پس از سانحه را ستایش کردند. منتقدان و طرفداران، اشتاینز؛گیت را به عنوان یکی از بهترین مجموعه انیمه‌های تمام دوران می‌دانند. همراه با این مجموعه، چهار اوان‌ای و یک فیلم انیمهٔ اسپین‌آف نیز تولید شده است. اقتباس انیمهٔ دیگری که دنبالهٔ این مجموعه است، تحت عنوان اشتاینز؛گیت ۰، در ۲۰۱۸ منتشر گشت.

## داستان

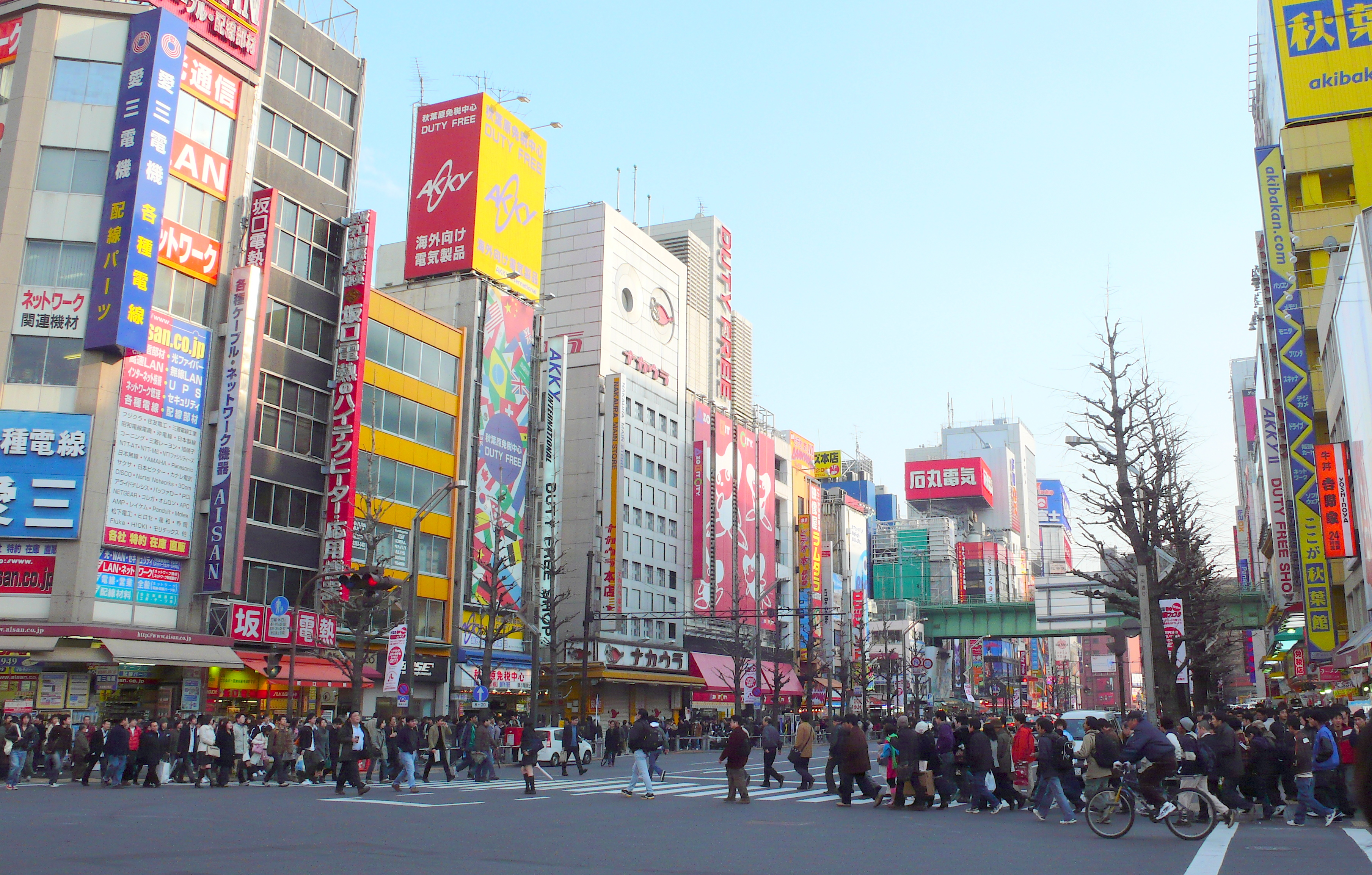
داستان اشتاینز؛گیت در آکیهابارا، توکیو روایت می‌شود.

اشتاینز؛گیت اقتباسی از رمان تصویری به همین نام است. داستان این رمان در سال ۲۰۱۰ و آکیهابارا، توکیو قرار گرفته و دربارۀ "دانشمند دیوانۀ" خودخوانده‌ای به نام اوکابه رینتارو است که همراه با دوستانش، شینا مایوری و هاشیدا ایتارو (ملقب به دارو)، آزمایشگاهی به نام "آزمایشگاه گجت آینده" را در یک آپارتمان تشکیل داده‌اند. در ۲۸ ژوئیه، اوکابه در کنفرانسی درمورد سفر در زمان شرکت کرد و کمی بعد جسد ماکیسه کوریسو، یک محقق علوم مغز و اعصاب، را پیدا کرد. او به دارو پیامی درمورد این واقعه می‌دهد و بعداً تصادفاً می‌فهمد که کوریسو زنده است و اینکه پیامی که او برای دارو ارسال کرده، چند روز قبل از ۲۸ ژوئیه فرستاده شده است. اعضای آزمایشگاه پی می‌برند فون‌ویوی (PhoneWave) که داشتند توسعه‌اش می‌دادند، می‌تواند به گذشته پیام بفرستد. کوریسو به آنها می‌پیوندد و با همدیگر این پدیده را بررسی می‌کنند و پیام‌هایی با عنوان "دی-میل" به گذشته می‌فرستند تا حال را تغییر دهند. کوریسو سرانجام دستگاهی می‌سازد که توانایی ارسال خاطرات انسان از طریق مایکروویو به گذشته را دارد که عملاً امکان سفر در زمان را برای کاربر فراهم می‌آورد.
سرن (SERN) سازمانی ساختگی برگرفته از سرن، از وجود چنین ماشین زمانی آگاه می‌شود و افرادش را به آزمایشگاه می‌فرستد تا آن را به چنگ بگیرد که طی این کار مایوری نیز کشته می‌شود. اوکابه چندین بار به گذشته می‌رود تا از مرگ مایوری جلوگیری کند اما هر بار تلاش‌های او به شکست ختم می‌شود. اوکابه پی می‌برد که او باید تمام تغییراتی که ناشی از ارسال دی-میل‌ها به گذشته بوده را لغو کند. او همین کار را می‌کند تا اینکه به اولین دی-میلی که فرستاده شده بود می‌رسد. او می‌فهمد لغو این دی-میل منجر به فرستادن او به خط‌زمانی می‌شود که در آن کوریسو به قتل رسیده بود.
پس از اینکه کوریسو به اوکابه می‌گوید که باید مایوری را نجات دهد، این دو نفر احساسات عاشقانۀ خود را برای همدیگر اعتراف می‌کنند. دارو پایگاه اطلاعاتی سرن را هک می‌کند و آنها اطلاعات مربوط به دی-میل را حذف می‌کنند که منجر به بازگشت آنها به خط‌زمانی اول داستان می‌شود. بعداً آمانه سوزوها، دختر آیندۀ دارو، همراه با یک ماشین زمان می‌آید و به اوکابه می‌گوید که برای جلوگیری از رقابت مسلحانه بر سر سفر در زمان که نهایتاً منجر به جنگ جهانی سوم می‌گردد، باید از قتل کوریسو و دزدیدن نظریه‌هایش به دست پدرش، دکتر ناکاباچی جلوگیری کند. سوزوها و اوکابه به ۲۸ ژوئیه سفر می‌کنند و اوکابه تلاش خود را می‌کند اما تصادفاً خودش کوریسو را می‌کشد. اوکابه پس از بازگشت به زمان حال، پیامی ویدئویی از خود آینده‌اش دریافت می‌کند که در آن به او می‌گوید برای فرار از خط‌زمان فعلی باید کوریسو را نجات دهد و نیز خود گذشته‌اش را قانع کند کوریسو مرده است. اوکابه دوباره به ۲۸ ژوئیه برمی‌گردد، ولی اینبار او ناکاباچی را تحریک می‌کند با چاقو به او ضربه بزند، سپس کوریسو را با ضربه بیهوش می‌کند و او را غرق خون خودش می‌کند تا خود گذشته‌اش آن را به همانگونه که خودش دیده ببیند. اینکار منجر به واگرایی خط‌زمان شده و سرانجام باعث می‌شود کوریسو زنده بماند و جنگ جهانی سوم رخ ندهد.